# Joachim Galuska

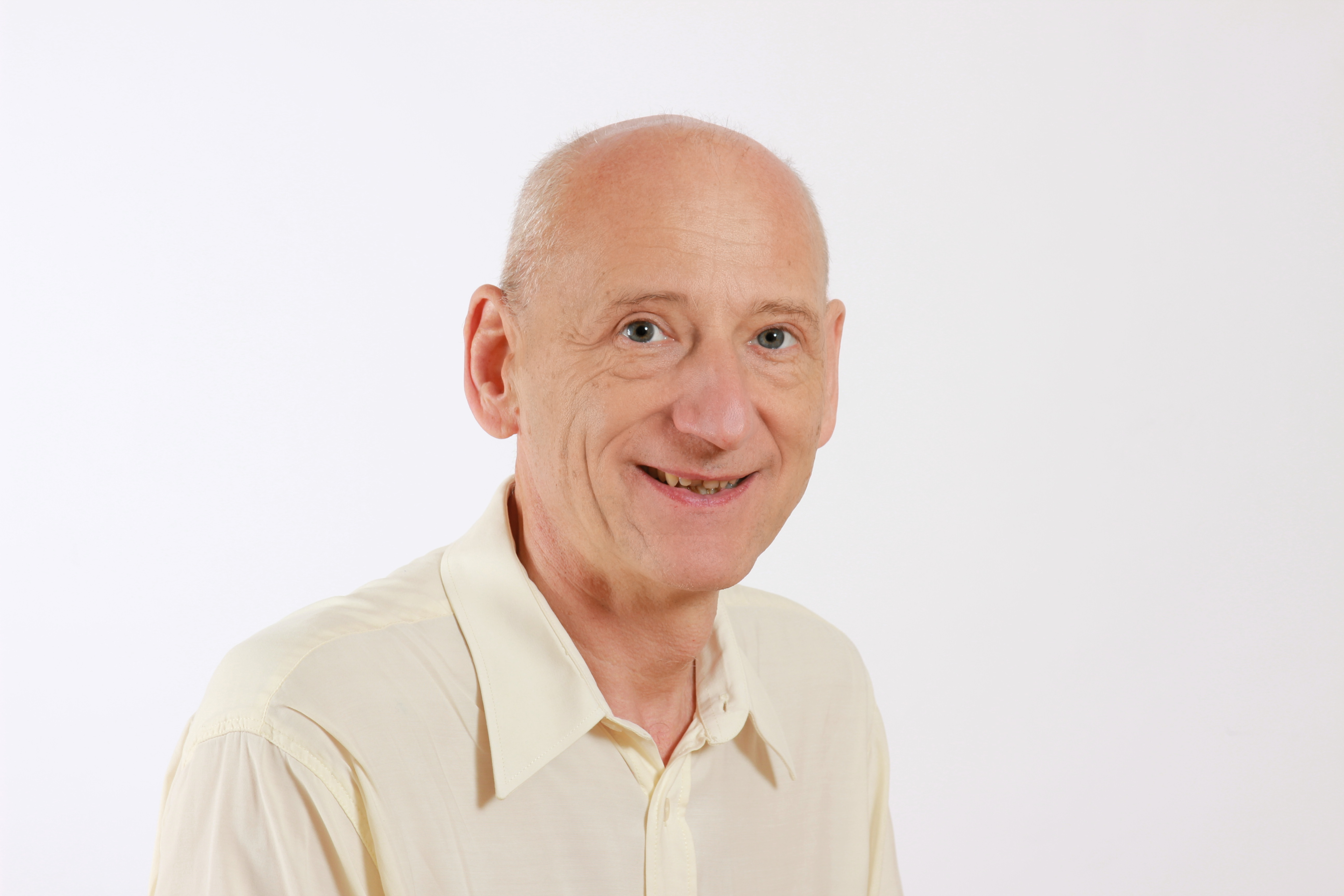
Joachim Galuska (2009)

Joachim Galuska (* 16. November 1954 in Oppeln, Oberschlesien) ist ein deutscher Psychiater, Psychotherapeut und Unternehmer.

## Leben
Nach seinem Abitur in Düsseldorf studierte Galuska Medizin und Psychologie an der Universität Düsseldorf. 1980 erhielt er die Approbation als Arzt und wurde zum Dr. med. promoviert.
Nach mehrjähriger Assistenzzeit in verschiedenen Krankenhäusern und Lehraufträgen an der Fachhochschule Düsseldorf im Fachbereich Sozialpädagogik erwarb er 1985 die Zusatzbezeichnung „Psychotherapie“. 1986 beendete er die Ausbildung zum Facharzt für Psychiatrie. 1994 folgte der Facharzttitel für Psychotherapeutische Medizin (heute: Psychosomatische Medizin und Psychotherapie) der Bayerischen Landesärztekammer sowie eine Weiterbildungsermächtigung im Gebiet der Psychosomatischen Medizin und Psychotherapie.

## Gründung der eigenen Klinik

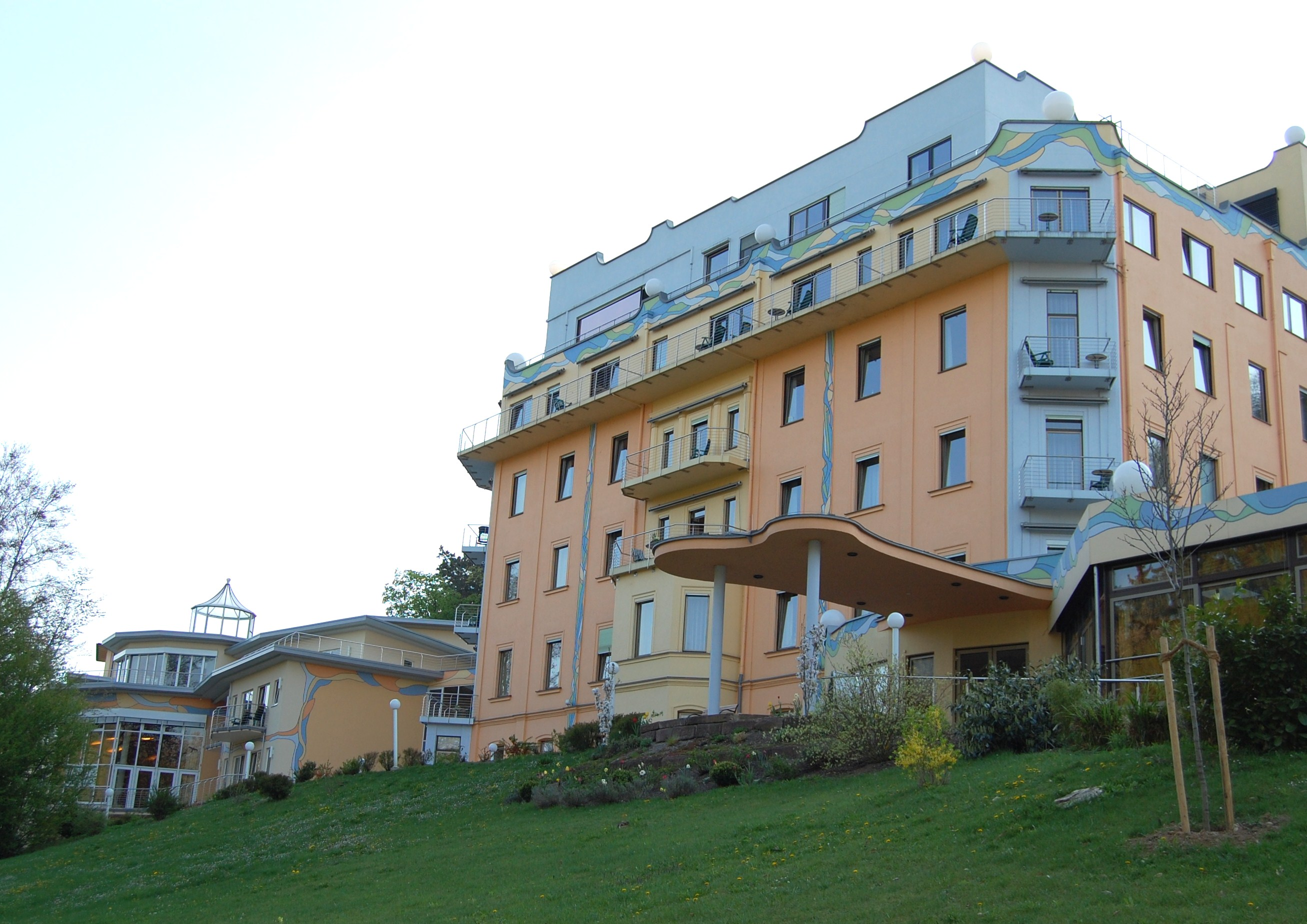
Parkklinik Heiligenfeld, Bad Kissingen

Während seiner Leitungstätigkeit in einer psychosomatischen Klinik in Bad Zwesten von 1987 bis 1988 entwickelte Galuska ein eigenständiges Klinikkonzept, das die Ganzheitlichkeit des Menschen in den Mittelpunkt rückt und die Spiritualität einbezieht. Sein Konzept konnte er ab August 1990 als Chefarzt und später als ärztlicher Direktor und Mitbetreiber der Heiligenfeld Kliniken für psychosomatische Medizin in Bad Kissingen verwirklichen. Zusammen mit dem Hotelier Fritz Lang gründete er 1990 die Fachklinik Heiligenfeld, in der Patienten mit psychosomatischen Erkrankungen nach einem ganzheitlichen und integrativen menschlichen Konzept behandelt werden können. Als Geschäftsführer und Gesellschafter der Heiligenfeld GmbH baute er das Unternehmen zu einer Klinikgruppe mit mehreren psychosomatischen Kliniken und einer orthopädisch-onkologischen Reha-Klinik aus. Den Kliniken wurden diverse Auszeichnungen verliehen.

## Weiterbildungen in verschiedenen Bereichen
Neben dem Einsatz für das eigene Unternehmen absolvierte Galuska zahlreiche Weiterbildungen. So erhielt er im Jahr 2000 den Qualifikationsnachweis der Bayerischen Landesärztekammer für Qualitätsmanagement. Mit dem Master of Business Administration beendete er 2002 ein Studium in Betriebswirtschaft für Ärztinnen und Ärzte an der Hochschule Neu-Ulm und ein Jahr später erhielt er die Anerkennung als KTQ-Visitor. Weiter hat er Ausbildungen in tiefenpsychologischer Psychotherapie, Gestalttherapie, integrativer Therapie und Orgodynamik sowie in buddhistischer Meditation abgeschlossen und ist unter anderem autorisierter Meditations-Lehrer.

## Sonstiges
Galuska war 1992 Mitbegründer und ist heute Ehrenbeirat des Spiritual Emergence Network (SEN) Deutschland, 1999 war er Mitbegründer des Deutschen Kollegiums für Transpersonale Psychologie und Psychotherapie sowie Mitbegründer des Spiritual Venture Network.
1995 gründete er die Zeitschrift Transpersonale Psychologie und Psychotherapie, heute heißt die Zeitschrift Bewusstseinswissenschaften, deren Herausgeber er zusammen mit Edith Zundel über zwei Jahrzehnte war.
1999 war er Mitbegründer und einige Jahre Sprecher der Direktorenkonferenz Psychosomatische Medizin und Psychotherapie in Bayern sowie Mitglied der Expertengruppe „Akutstationäre Versorgung von Patienten mit psychosomatischen Erkrankungen“ des Bayerischen Gesundheitsministeriums und der Arbeitsgemeinschaft der Krankenkassenverbände.
2000 war er Mitbegründer der Stiftung Heiligenfeld e. V.
2008 gründete er das psychosomatische Versorgungsnetz Main-Rhön, das 2013 den Bayerischen Gesundheitspreis erhielt.
Als Gründer der Stiftung Bewusstseinswissenschaften im Jahr 2009 widmet sich Galuska auch der Bewusstseinsforschung, die im ganzheitlichen Sinne sowohl das individuelle, als auch das kollektive Bewusstsein und deren biologische und kulturelle Grundlagen einbezieht. Die Stiftung fördert die Anwendung und Umsetzung der wesentlichen Ergebnisse angewandter Bewusstseinswissenschaften in Technologien und Gestaltungsformen psychologischer, sozialer und technischer Art.
2010 wurde er mit dem Bundesverdienstkreuz am Bande ausgezeichnet.
Galuska gründete außerdem die Akademie Heiligenfeld,  die sich sowohl der medizinischen als auch der wirtschaftlichen Aus-, Fort- und Weiterbildung widmet, und Kongresse und Symposien zu wesentlichen Themen der Medizin und der Wirtschaft anbietet.
Am 31. Mai 2019 schied er aus der Geschäftsführung der Heiligenfeld Kliniken GmbH aus. Er ist aber weiterhin als Gesellschafter der Heiligenfeld GmbH tätig.

## Veröffentlichungen
Als Autor:
- zusammen mit Uta Galuska: Seelenleben - Gedichte, Aphorismen, Texte und Schriftkunst, BoD – Books on Demand (Verlag), ISBN 978-3-7504-0789-3.

- mit Sylvia Kéré Wellensiek: Resilienz – Kompetenz der Zukunft. Balance halten zwischen Leistung und Gesundheit. Beltz, Berlin 2014, ISBN 978-3-407-36550-7.

Als Herausgeber:
- mit Ralph Sandvoß: Grundwerte für die Zukunft des Gesundheitswesens: Beiträge der Tagung vom 16. März 2001 in der Fachklinik Heiligenfeld/Bad Kissingen. Bibliotheks- und Informationssystem der Universität, Oldenburg 2001, ISBN 3-8142-0801-3.
- Den Horizont erweitern: Die transpersonale Dimension in der Psychotherapie. Leutner, Berlin 2003, ISBN 3-934391-22-2.
- Pioniere für einen neuen Geist in Beruf und Business: Die spirituelle Dimension im wirtschaftlichen Handeln. Kamphausen, Bielefeld 2004, ISBN 3-933496-97-7.
- mit Albert Pietzko: Psychotherapie und Bewusstsein: Spirituelle und transpersonale Dimensionen der Psychotherapie. Kamphausen, Bielefeld 2005, ISBN 3-89901-052-3.
- Die Kunst des Wirtschaftens. Kamphausen, Bielefeld 2010, ISBN 978-3-89901-403-7.
- Bewusstsein: Grundlagen, Anwendungen und Entwicklung. Medizinisch Wissenschaftliche Verlagsgesellschaft, Berlin 2014, ISBN 978-3-95466-068-1.